# Карасинское (озеро, Юргамышский район)
Карасинское — озеро в Курганской области России. Располагается на западе Юргамышского района. Относится к бассейну Миаса.
Озеро овалообразной формы, вытянуто в субмеридиональном направлении. Находится на высоте 132 м над уровнем моря, между селом Караси и деревней Малые Караси. Площадь — 5,44 км² (по другим данным — 4,99 км² или 5,63 км²). По берегам местами подвержено зарастанию. Впадает несколько коротких пересыхающих водотоков. С северо-восточной стороны вытекает пересыхающая река Падь, впадающая в Окуневку, правый приток Миаса.

## Данные водного реестра
По данным государственного водного реестра России относится к Иртышскому бассейновому округу, водохозяйственный участок — Миасс от города Челябинск и до устья, речной подбассейн — Тобол. Речной бассейн — Иртыш.
Код водного объекта в государственном водном реестре — 14010501011111200010019.